# Гута-Селицкая
Гута-Селицкая (укр. Гута-Селицька) — село в Корсунь-Шевченковском районе Черкасской области Украины.
Население по переписи 2001 года составляло 211 человек. Почтовый индекс — 19443. Телефонный код — 4735.

## Местный совет
19443, Черкасская обл., Корсунь-Шевченковский р-н, с. Селище

## Известные уроженцы
- Гаевой, Тимофей Владимирович (1909—1979) — Герой Социалистического Труда.